# Peter Rollins

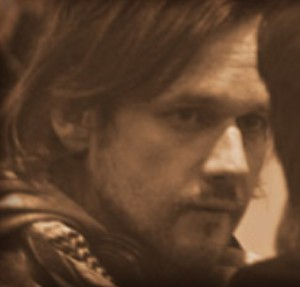
Peter Rollins in Belfast, 2007

Peter Rollins (Belfast, 31 maart 1973) is een Ierse schrijver, theoloog en filosoof. Hij wordt wel verbonden aan de emerging church-beweging en het zogeheten postmoderne Christendom. 
Rollins is de oprichter van het experimentele toneelgezelschap Ikon, dat zichzelf omschrijft als 'iconisch, apocalyptisch, ketters, emerging en mislukkend'; het valt onder wat 'theodrama' genoemd kan worden. 
Rollins is gespecialiseerd in verschillende aspecten van de Continentale filosofie, zoals de fenomenologie. Hij doet onderzoek voor Trinity College Dublin en werkt voor de Olson Foundation.

## Enkele verschenen werken
- How (Not) To Speak Of God, 2006
- The Fidelity of Betrayal: Towards a Church beyond Belief, 2008
- The Orthodox Heretic and Other Impossible Tales, 2009
- Insurrection: To Believe is Human; to Doubt, Divine, 2011
- The Idolatry of God: Breaking Our Addiction to Certainty and Satisfaction, 2012